# David Davis (Politiker, 1815)

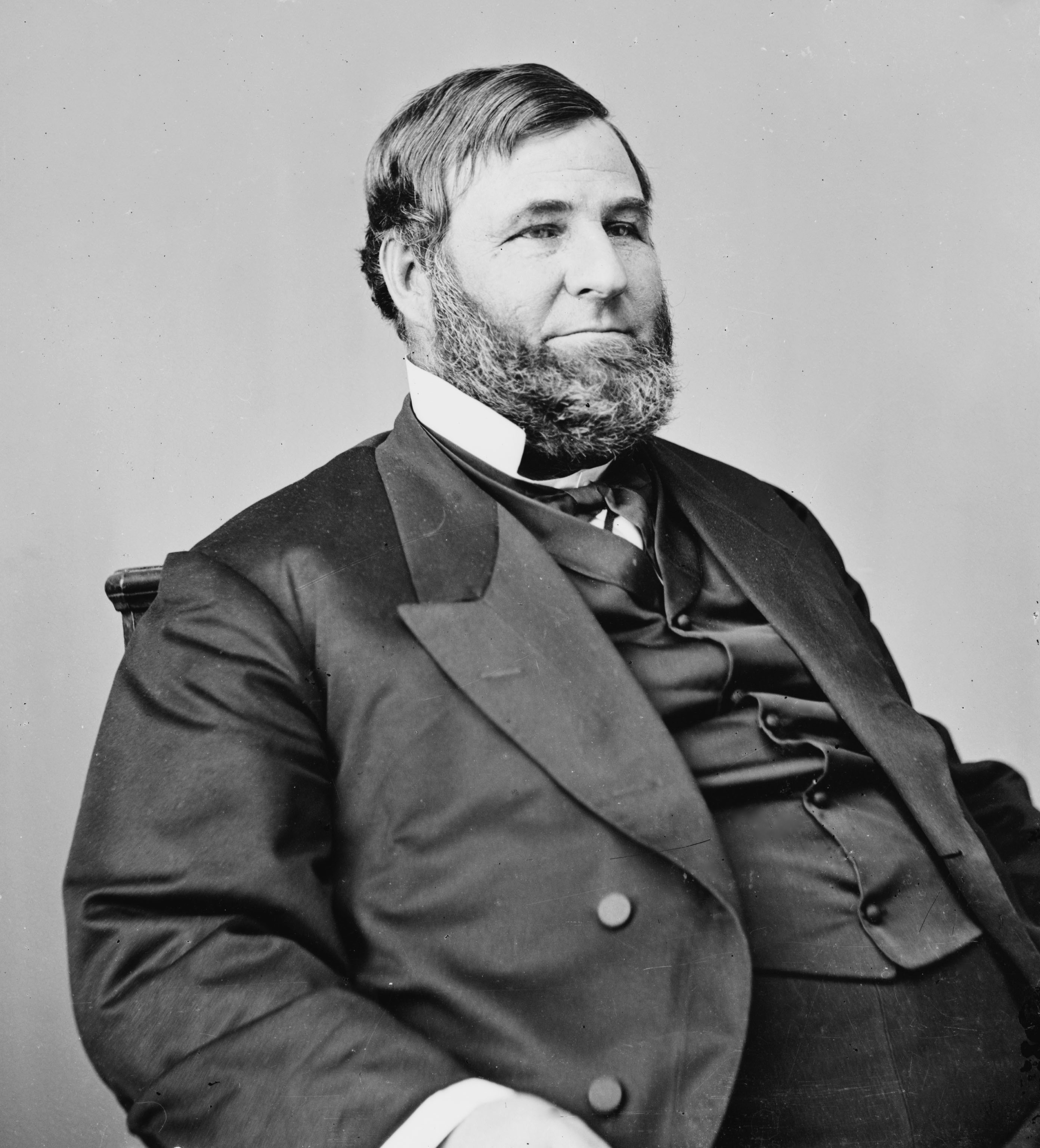
David Davis, um 1855

David Davis (* 9. März 1815 bei Cecilton, Cecil County, Maryland; † 26. Juni 1886 in Bloomington, Illinois) war ein amerikanischer Jurist und Politiker. Er war von 1862 bis 1877 Richter am Obersten Gerichtshof der Vereinigten Staaten und von 1877 bis 1883 parteiloses Mitglied des Senats der Vereinigten Staaten.

## Leben
Davis besuchte zunächst öffentliche Schulen in Maryland und schloss seine schulische Ausbildung 1832 am Kenyon College in Ohio ab. Es folgten Studien der Rechtswissenschaft in Lenox (Massachusetts) und schließlich in Yale.
1835 ließ er sich dann in Pekin (Illinois) als Rechtsanwalt nieder, zog aber bereits 1836 nach Bloomington um. Davis wurde 1844 in das Repräsentantenhaus von Illinois gewählt und gehörte 1847 der verfassungsgebenden Versammlung des Staates an. Von 1848 bis 1862 amtierte er dann als Richter in Illinois. Er organisierte den Präsidentschaftswahlkampf Abraham Lincolns. 1862 berief Lincoln ihn an den Obersten Gerichtshof. Aus dem Gerichtshof schied er zugunsten seiner weiteren politischen Karriere als Senator 1877 aus.
Bereits für die Präsidentschaftswahl 1872 hatte er sich innerhalb der Liberal Republican Party für die Kandidatur zur Präsidentschaft aufstellen lassen, sich aber innerhalb der Partei nicht gegen Horace Greeley durchsetzen können, der Präsidentschaftskandidat wurde. 1877 wurde er als unabhängiger Kandidat in den US-Senat gewählt. Er amtierte vom 4. März 1877 bis zum 3. März 1883 als Senator und war zeitweise Präsident des Senats pro tempore. 1882 trat er nicht zur Wiederwahl an und zog sich nach der Zeit als Senator aus der Öffentlichkeit zurück.
Davis starb im Juni 1886. Sein Cousin Henry Winter Davis war ebenfalls politisch aktiv und saß für Maryland im Repräsentantenhaus der Vereinigten Staaten. Davis’ Haus in Bloomington wurde 1972 als David Davis Mansion in das National Register of Historic Places aufgenommen und ist seit 1975 ein National Historic Landmark.